# منتخب قطر تحت 23 سنة لكرة القدم
منتخب قطر تحت 23 سنة لكرة القدم هو ممثل قطر الرسمي في المنافسات الدولية في كرة القدم في فئة كرة قدم تحت 23 سنة للرجال، يديريه الاتحاد القطري لكرة القدم.

## الألعاب الأولمبية الصيفية
منذ عام 1992 ، تحولت كرة القدم في الألعاب الأولمبية الصيفية إلى بطولة تحت 23 عامًا.
| الألعاب الأولمبية | الألعاب الأولمبية | الألعاب الأولمبية | الألعاب الأولمبية | الألعاب الأولمبية | الألعاب الأولمبية | الألعاب الأولمبية | الألعاب الأولمبية | الألعاب الأولمبية |
| السنة             | الجولة            | المركز            | لعب               | فاز               | تعادل             | خسر               | له                | عليه              |
| ----------------- | ----------------- | ----------------- | ----------------- | ----------------- | ----------------- | ----------------- | ----------------- | ----------------- |
| 1992              | 8                 | 4                 | 1                 | 1                 | 2                 | 2                 | 5                 |                   |
| 1996 ‏             | لم يتأهل          | لم يتأهل          | لم يتأهل          | لم يتأهل          | لم يتأهل          | لم يتأهل          | لم يتأهل          | لم يتأهل          |
| 2000 ‏             | لم يتأهل          | لم يتأهل          | لم يتأهل          | لم يتأهل          | لم يتأهل          | لم يتأهل          | لم يتأهل          | لم يتأهل          |
| 2004              | لم يتأهل          | لم يتأهل          | لم يتأهل          | لم يتأهل          | لم يتأهل          | لم يتأهل          | لم يتأهل          | لم يتأهل          |
| 2008              | لم يتأهل          | لم يتأهل          | لم يتأهل          | لم يتأهل          | لم يتأهل          | لم يتأهل          | لم يتأهل          | لم يتأهل          |
| 2012              | لم يتأهل          | لم يتأهل          | لم يتأهل          | لم يتأهل          | لم يتأهل          | لم يتأهل          | لم يتأهل          | لم يتأهل          |
| 2016              | لم يتأهل          | لم يتأهل          | لم يتأهل          | لم يتأهل          | لم يتأهل          | لم يتأهل          | لم يتأهل          | لم يتأهل          |